# Rigoberto Riasco
Rigoberto Riasco Esquivel (ur. 11 stycznia 1953 w Panamie, zm. 29 sierpnia 2022) – panamski bokser, zawodowy mistrz świata kategorii junior piórkowej.
Rozpoczął karierę boksera zawodowego w 1968. W 1972 został mistrzem Panamy w wadze piórkowej. W 1973 pokonał m.in. Leonela Hernándeza i Rafaela Ortegę, a w 1974 Jesúsa Estradę. 31 maja 1975 w Managui próbował odebrać tytuł mistrza świata federacji WBA w wadze piórkowej Alexisowi Argüello, ale przegrał przez techniczny nokaut w 2. rundzie.
3 kwietnia 1976 w Panamie stoczył pojedynek z Waruinge Nakayamą, którego stawką był nowo utworzony tytuł mistrza świata federacji WBC w wadze junior piórkowej (superkoguciej). Riasco zwyciężył przez poddanie w 8. rundzie i został pierwszym mistrzem świata w tej kategorii. Dwukrotnie skutecznie bronił tego tytułu, wygrywając przez techniczny nokaut 12 czerwca 1976 w Panamie z Livio Nolasco oraz na punkty 1 sierpnia tego roku w Pusan z Yum Dong-kyunem. Zakończenie tej ostatniej walki było niecodzienne, gdyż arbiter najpierw ogłosił zwycięstwo Riasco, lecz po 25 minutach oświadczył, że odkrył błąd w kartach sędziowskich i Yum był zwycięzcą. WBC uznała Yuma za nowego mistrza, ale zmieniła decyzję po tym, jak arbiter ogłosił, że został fizycznie zmuszony do zmiany werdyktu.
Kolejna walka w obronie tytułu była dla Riasco nieudana. 9 października 1976 w Tokio Royal Kobayashi znokautował go w 8. rundzie i został nowym mistrzem świata. Po tej walce Riasco wycofał się z ringu, ale powrócił w 1981. Stoczył 2 wygrane i 3 przegrane walki, po czym w 1982 ostatecznie zakończył karierę bokserską.